# Paul Misson
Paul Marie Henri Misson (Rochefort, 27 oktober 1888 - Vielsalm, 16 december 1948) was een Belgisch senator.

## Levensloop
Misson promoveerde tot doctor in de geneeskunde en vestigde zich in Vielsalm. Hij werd er in 1938 verkozen tot gemeenteraadslid.
In 1936 werd hij verkozen tot Rex-senator voor de kiesomschrijving Aarlen-Bastenaken-Neufchâteau-Virton en vervulde dit mandaat tot aan de wetgevende verkiezingen van 1939.
Hij was snel ontgoocheld in Rex en vooral in Léon Degrelle. De gemeenteverkiezingen van 1938 beschouwde hij als een plebisciet tegen Rex, die hierin zeer slechte resultaten had bekomen. In zijn open brief van 24 oktober 1938 kondigde hij zijn vertrek uit Rex aan, waar hij zich uit idealisme had bij aangesloten, maar vaststelde dat hij zich had zich vergist. Hij bleef zijn mandaat nochtans verder vervullen, want, zo verklaarde hij: "Ik ben de gekozene van het volk, niet van Degrelle."